# Fußball-Weltmeisterschaft 1962/Tschechoslowakei
Dieser Artikel behandelt die tschechoslowakische Fußballnationalmannschaft bei der Fußball-Weltmeisterschaft 1962.

## Qualifikation
| Tschechoslowakei | - | Schottland       | 4:0       | Pospíchal 8' 85', Kvašňák 13', Kadraba 40'                                              |
| Schottland       | - | Tschechoslowakei | 3:2       | St. John 21', Law 62' 83' / Kvašňák 6', Scherer 51'                                     |
| Irland           | - | Tschechoslowakei | 1:3       | Giles 40' / Scherer 3', Kvašňák 61' 69'                                                 |
| Tschechoslowakei | - | Irland           | 7:1       | Kvašňák 8' 36', Scherer 24' 75', Jelínek 30', Pospíchal 57', Masopust 61' / Fogarty 56' |
| Tschechoslowakei | - | Schottland       | 4:2 n. V. | Hledík 70', Scherer 84', Pospíchal 95', Kvašňák 101' / St. John 38' 71'                 |

## Aufgebot
| Nummer / Name | Nummer / Name       | Damaliger Verein       | Geburtstag         | Länderspiele |
| Torhüter      | Torhüter            | Torhüter               | Torhüter           | Torhüter     |
| ------------- | ------------------- | ---------------------- | ------------------ | ------------ |
| 1             | Viliam Schrojf      | ŠK Slovan Bratislava   | 2. August 1931     |              |
| 13            | František Schmucker | RH Brno                | 28. Januar 1940    |              |
| 22            | Pavel Kouba         | Dukla Prag             | 1. September 1938  |              |
| Abwehr        |                     |                        |                    |              |
| 2             | Jan Lála            | Dynamo Prag            | 10. September 1936 |              |
| 3             | Ján Popluhár        | ŠK Slovan Bratislava   | 12. September 1935 |              |
| 4             | Ladislav Novák      | Dukla Prag             | 5. Dezember 1931   |              |
| 5             | Svatopluk Pluskal   | Dukla Prag             | 28. Oktober 1930   |              |
| 12            | Jiří Tichý          | ČH Bratislava          | 6. Februar 1933    |              |
| 16            | Titus Buberník      | ČH Bratislava          | 12. Oktober 1933   |              |
| 21            | Jozef Bomba         | TJ Tatran Prešov       | 30. März 1939      |              |
| Mittelfeld    |                     |                        |                    |              |
| 6             | Josef Masopust      | Dukla Prag             | 9. Februar 1931    |              |
| 7             | Jozef Štibrányi     | Spartak Trnava         | 11. April 1940     |              |
| Angriff       |                     |                        |                    |              |
| 8             | Adolf Scherer       | ČH Bratislava          | 5. Mai 1938        |              |
| 9             | Pavol Molnár        | ŠK Slovan Bratislava   | 13. Februar 1936   |              |
| 10            | Jozef Adamec        | Dukla Prag             | 26. Februar 1942   |              |
| 11            | Josef Jelínek       | Dukla Prag             | 9. Januar 1941     |              |
| 14            | Václav Mašek        | Spartak Praha Sokolovo | 21. März 1941      |              |
| 15            | Vladimír Kos        | ČKD Praha              | 31. März 1936      |              |
| 17            | Tomáš Pospíchal     | Spartak Praha Sokolovo | 26. Juni 1936      |              |
| 18            | Josef Kadraba       | SONP Kladno            | 29. September 1933 |              |
| 19            | Andrej Kvašňák      | Spartak Praha Sokolovo | 19. Mai 1936       |              |
| 20            | Jaroslav Borovička  | Dukla Prag             | 26. Januar 1931    |              |
| Trainer       |                     |                        |                    |              |
|               | Rudolf Vytlačil     |                        | 9. Februar 1912    |              |

## Spiele der tschechoslowakischen Mannschaft

### Vorrunde
- Tschechoslowakei –  Spanien 1:0 (0:0)

Stadion: Estadio Sausalito (Viña del Mar)
Zuschauer: 12.700
Schiedsrichter: Steiner (Österreich)
Tor: 1:0 Štibrányi (80.)
- Brasilien –  Tschechoslowakei 0:0

Stadion: Estadio Sausalito (Viña del Mar)
Zuschauer: 14.903
Schiedsrichter: Schwinté (Frankreich)
- Mexiko –  Tschechoslowakei 3:1 (1:0)

Stadion: Estadio Sausalito (Viña del Mar)
Zuschauer: 10.648
Schiedsrichter: Dienst (Schweiz)
Tore: 0:1 Mašek (1.), 1:1 Díaz (12.), 2:1 del Águila (29.), 3:1 Hernández (90., Strafstoß)
Im ersten Gruppenspiel besiegten die Tschechoslowaken die Spanier knapp mit 1:0. Als einzige Mannschaft konnten sie Brasilien ein Unentschieden abtrotzen und kamen so trotz der 1:3-Niederlage gegen Mexiko in ihrem letzten Gruppenspiel weiter.

### Viertelfinale
| 11.690 | Estadio El Teniente (Rancagua) | Tschechoslowakei | Ungarn | Latyschew (Sowjetunion) | 1:0 (1:0) | 1:0 Scherer |

### Halbfinale
| 5.890 | Estadio Sausalito (Viña del Mar) | Tschechoslowakei | Jugoslawien | Dienst (Schweiz) | 3:1 (0:0) | 1:0 Kadraba (48.), 1:1 Jerković (69.), 2:1 Scherer (80.), 3:1 Scherer (84., Strafstoß) |

### Finale
| 68.679 | Estadio Nacional de Chile (Santiago de Chile) | Brasilien | Tschechoslowakei | Latyschew (Sowjetunion) | 3:1 (1:1) | 0:1 Masopust (15.), 1:1 Amarildo (17.), 2:1 Zito (68.), 3:1 Vavá (77.) |